# 奧德雷恩縣 (密蘇里州)
奧德雷恩县（英語：Audrain County）是美國密蘇里州東部的一個縣。面積1,805平方公里。根據美國2000年人口普查，共有人口25,853人。縣治墨西哥 （Mexico）。
成立於1831年1月12日，1836年縣政府成立。縣名可能紀念當地第一個殖民者薩穋爾·奧德雷恩或州議員詹姆斯·H·奧德雷恩 （James H. Audrain）。